# Naharkatiya
Naharkatiya is een dorp in het district Dibrugarh van de Indiase staat Assam. 

## Demografie
Volgens de Indiase volkstelling van 2001 wonen er 15.528 mensen in Naharkatiya, waarvan 53% mannelijk en 47% vrouwelijk is. De plaats heeft een alfabetiseringsgraad van 78%. 